# (29834) Mariacallas
Cet article possède des paronymes, voir Maria Callas et Callas.
(29834) Mariacallas est un astéroïde de la ceinture principale.

## Description
(29834) Mariacallas est un astéroïde de la ceinture principale. Il fut découvert le 17 mars 1999 à Caussols par le programme ODAS. Il présente une orbite caractérisée par un demi-grand axe de 2,91 UA, une excentricité de 0,04 et une inclinaison de 2,0° par rapport à l'écliptique.
Il est nommé d'après la cantatrice gréco-américaine Maria Callas.